# Muntvlindertje
Het muntvlindertje (Pyrausta aurata) is een dagactieve vlinder uit de familie van de grasmotten (Crambidae). De muntvlinder lijkt veel op het purpermotje (Pyrausta purpuralis).
Dit vlindertje komt verbreid voor in Europa, Afrika en Azië. Men vindt ze, meestal in talrijke mate, terug op zonnige plaatsen zoals droge weidegronden en grasvelden. In Nederland en België komt de soort vrij algemeen voor.
Het is met een spanwijdte van 10 tot 15 millimeter een zeer klein vlindertje. De waardplant is zoals de naam al doet vermoeden munt. Het muntvlindertje vliegt in twee overlappende generaties per jaar van april tot september.
De rups is donkergroen met zwarte vlekken en leeft op wild kattenkruid (Nepeta cataria) en andere geurige lipbloemigen zoals citroenmelisse (Melissa officinalis). De rupsen uit de tweede generatie overwinteren op deze planten en verpoppen zich nadien in een spinsel in de grond.

## Afbeeldingen

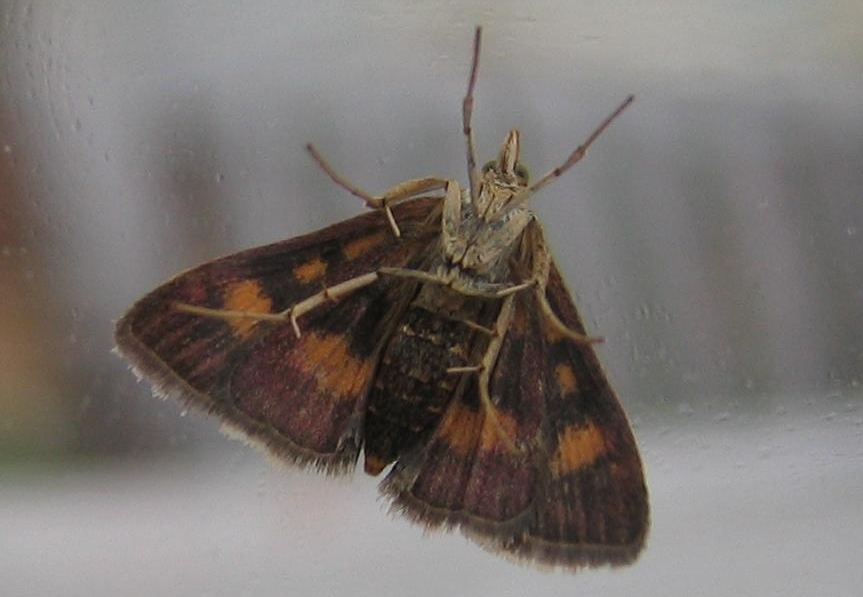
onderkant
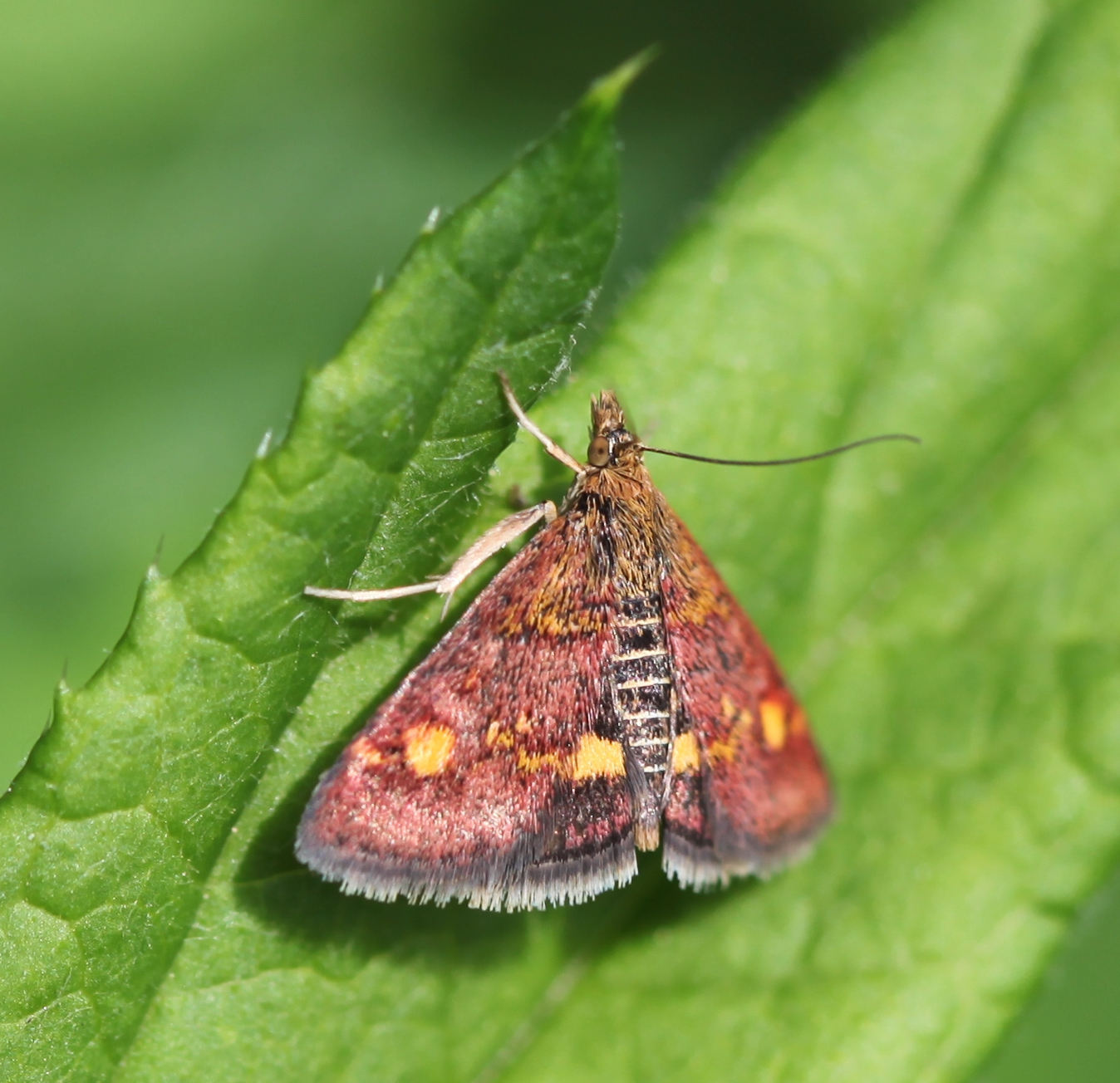
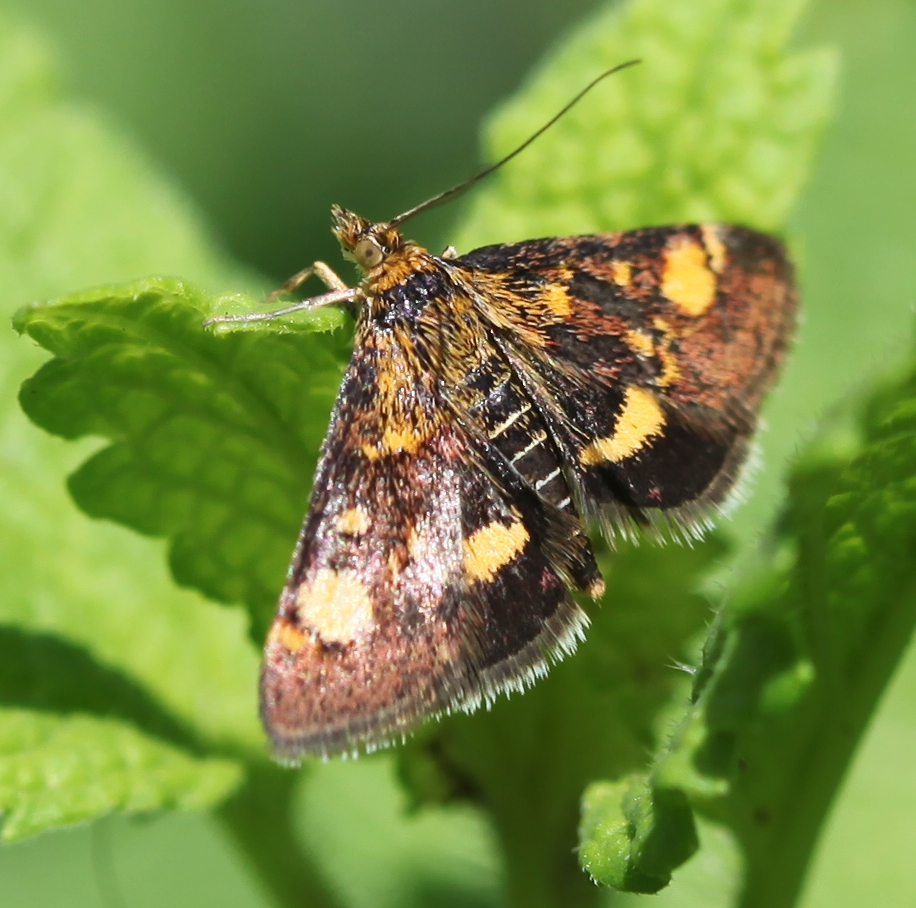
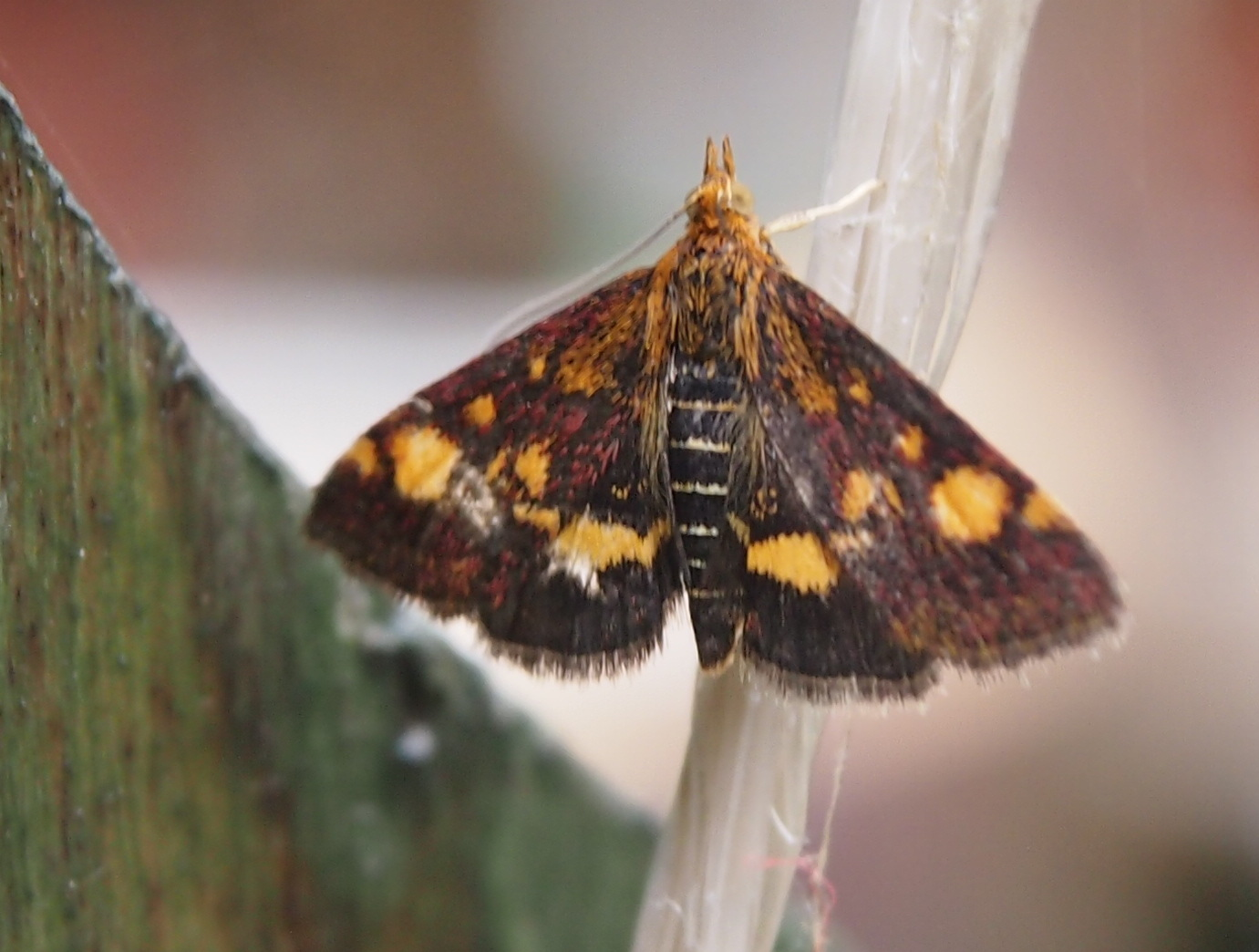
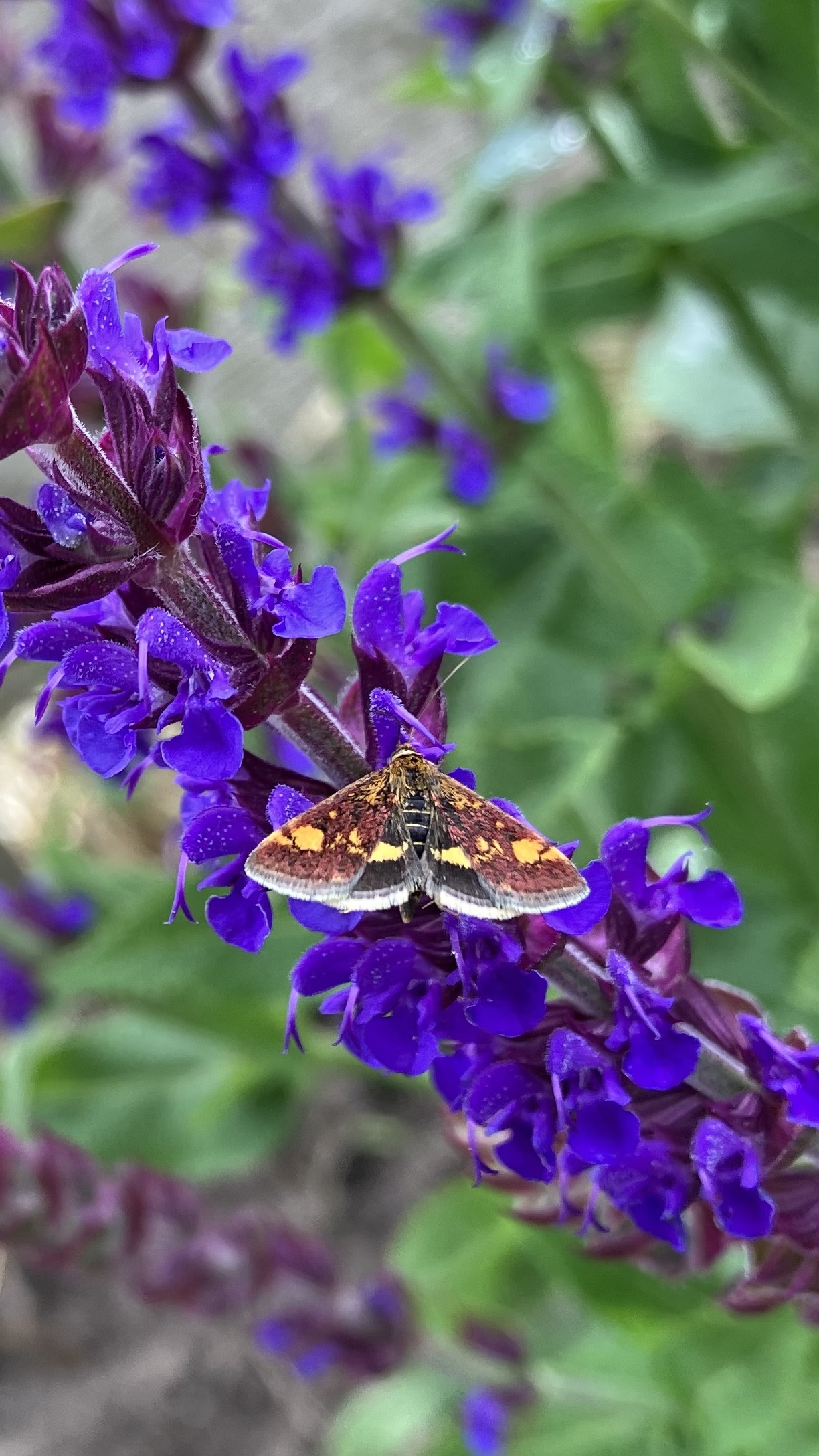